# مخيم برج البراجنة
مخيم برج البراجنة، مخيم للاجئين الفلسطينيين في لبنان أنشئ في سنة 1948 بالقرب من قرية برج البراجنة في ضاحية بالقرب من بيروت الجنوبية ويقع على الطريق الرئيسي على بُعد كيلومترين من مطار بيروت الدولي، وتبلغ مساحته الرسمية كيلومترا مربعا، ويعد من أكبر مخيمات منطقة بيروت، من حيثُ المساحة والكثافة السكّانيّة، والأكثر معاناة بين مخيمات بيروت ويبلغ عدد سكانه الـ25 ألف نسمة.

## الموقع والسكان
يقع مخيم برج البراجنة في ضاحية بيروت الجنوبية بالقرب من مطار بيروت الدولي، وقد أنشأه اتحاد جمعيات الصليب الأحمر عام 1948 لإقامة اللاجئين من الجليل شمالي فلسطين، يبلغ عدد سكانه اليوم 25 ألف نسمة من الفلسطينيين وغيرهم، منهم 16 ألفا مسجلين لاجئين لدى وكالة غوث اللاجئين (الأنروا).
تعود أُصول الأغلبية من سكان المخيم للقُرى الجليليّة لقضاء عكا؛ ينحدر معظم السكان من قرى كويكات، الكابري، ترشيحا، شعب، الشيخ داوود؛ فيما ينحدر بقية السكان المخيم من الغابسية، الخالصة، سعسع، سحماتا، دير القاسي، البروة، عمقا، صفد، فارة، عكا، صفورية، نحف، ميعار، الدامون، النهر وغيرها.
وصل اللاجئون إلى المخيم في مجموعات متتالية، وأقاموا مساكنهم وفقاً للانتماء القروي. فتكونت تجمّعات تجسّدت بهذه القرى الفلسطينية الصغيرة، وسُميت الأحياء والتجمّعات بأسماء القرى الفلسطينية التي جاءت منها العائلات.
في خضم أحداث الأزمة السورية شكل اللاجئون السوريين ما نسبته 47% من سكان المخيم عام 2017.

## التعليم والصحة
تدير الأنروا في المخيم سبع مدارس ابتدائيّة واعداديّة ومدرسة واحدة ثانويّة ومركزا للإرشاد الوظيفي، ومركز تدريب للنساء، ومركزا صحيا واحدا يستقبل 115 مريضاً يومياً، ويعمل معظم الرجال في أشغال عرضية في قطاع الإنشاءات رغم حصول جزء منهم على شهادات متوسطة أو جامعية، بينما تعمل النسوة في مصانع الخياطة. وقد تكبد المخيم أضرارا بالغة وتشرد ربع سكانه تقريبا خلال سنوات الحرب الأهلية اللبنانية.
في خضم أحداث الأزمة السورية شكل اللاجئون السوريين ما نسبته 47% من سكان المخيم عام 2017.

## مشاكل وأزمات في المُخيّم
تتفاقَم الأزمات في الخدمات الحيويّة والبُنية التحتيّة في المُخيّم ، خُصوصاً على مستوى شبكتَي الكهرباء والمياه.
بالرغم من إزدياد عدد السُكّان والحاجة المُلحّة لزيادة حجم التغطية الكهربائية للمخيم، لكن شركة الكهرباء لا تستجيب بالشكل الملائم. تتشابك تمديدات أشرطة الكهرباء بشكل عشوائي مع إمدادات المياه والانترنت، مما يؤدي إلى حالات وفاة صعقاً.  
يعاني سكان المخيم أيضاً أزمة في المياه الصالحة للشرب، يتواجد 19 بئراً لكنها لا تعمل باستمرار ولا تكفي لسد حاجات السكان المتزايدة.
بالإضافة إلى مشكلات بتصريف المياه والصرف الصحي. وسوء البنى التحتية، وخاصةً خلال فصل الشتاء، وعدم مُعالجة النفايات بالشكل الصحيح وتكدّسها. فعدد عاملي النظافة لا يكفي لعملية إزالة النفايات لعدد السكّان المُتزايد.